# Provodov-Šonov
Provodov-Šonov település Csehországban, Náchodi járásban. Provodov-Šonov Nahořany, Studnice, Velká Jesenice, Vysokov, Česká Skalice, Náchod, Přibyslav és Nové Město nad Metují településekkel határos. Lakosainak száma 1209 fő (2024. január 1.).

## Népesség
A település lakosságának változását az alábbi diagram mutatja:
| Lakosok száma | 1284 | 1384 | 1288 | 971  | 920  | 1145 | 1225 | 1223 | 1192 | 1209 |
|               | 1869 | 1900 | 1921 | 1961 | 1980 | 2011 | 2016 | 2019 | 2021 | 2024 |